# Бланка Влашич
Бланка Влашич (на хърватски: Blanka Vlašić) е хърватска лекоатлетка, състезаваща се в дисциплината висок скок. Най-добрият ѝ резултат е 2,08 m, което е второто най-добро постижение в историята на тази дисциплина. През 2007 става световна шампионка с 2.05 m, а през 2009 г. отново взема златото с 2,04 m.
Влашич има 48 състезания, на които е скачала над 2 метра. Това я поставя на трето място след Кайша Берквист (52) и Стефка Костадинова (197).

## Биография

### Първи стъпки
Родена е на 8 ноември 1983 г. в хърватския град Сплит. Кръстена е на град Казабланка, където баща ѝ се е състезавал на средиземноморските игри по време на нейното раждане. Родителите ѝ се занимават със спорт: майка ѝ е аматьор в баскетбола и ски бягането, а баща ѝ (Йошко Влашич) е лекоатлет с международни участия, който чупи националния рекорд на Хърватия в десетобоя. Докато тренира, той води на пистата дъщеря си, която мечтае да стане професионален спринтьор. Малката Бланка опитва късмета си в различни спортни дисциплини, докато най-после осъзнава, че високият скок е най-естественото поприще за нея предвид високата ѝ и стройна фигура. Тя отклонява идеите да се състезава в по-доходоносни спортове като баскетбола, като казва, че предпочита тръпката от индивидуалния спорт. Покрива международния стандарт за висок скок още в ранна възраст, след като на 15 години преодолява 1,8 метра, а на 16 години вече успява да скочи 1,93 m.

### Младежки постижения
Влашич започва относително рано да участва в международни състезания. През 1999 се състезава на Световното първенство по лека атлетика за младежи под 17 г., където е осма. През 2000 г. представя Хърватия на Олимпийските игри в Сидни, но отпада в квалификациите. По-късно през същата година участва на Световното първенство по лека атлетика за младежи под 19 г. и печели златен медал с 1,91 m. Участва редовно в лекоатлетически турнири за жени и постепенно се усъвършенства, като се класира за нови състезания на най-високо ниво. Финишира шеста на Световното първенство в Едмънтън през 2001 г. с 1,94 m и завършва годината с първия си златен медал при жените, който печели на Средиземноморските игри.
Резултатите на Влашич продължават да се подобряват в последната ѝ година преди да премине в най-старшата категория. Поставя нов личен рекорд на закрито на Европейското първенство в зала през 2002 г. и е фаворит на Световното първенство за младежи под 19 г. през 2002 г. Печели състезанието с преднина от 9 cm и нов личен рекорд от 1,96 m, като се опитва неуспешно да покори границата от 2 метра. На Европейското първенство, последното голямо състезание за сезона, тя не успява да задържи формата си и завършва на пето място. Въпреки това в края на годината е класирана сред десетте най-добри скачачки в света за сезона.

### От 2003 г. насам
Началото на сезон 2003 е обещаващо за Влашич, след като през март тя поставя личен рекорд в Линц с 1,98 m и после финишира четвърта на Световното първенство в зала десет дни по-късно, което става нейното най-високо постижение на голямо световно състезание дотогава. През юни и юли Влашич продължава да се развива, след като отново скача на 1,98 m и после постига 1,99 m, с което печели първия си златен медал на състезание от Златната лига в турнира Газ дьо Франс. След няколко дни, вече у дома, преодолява психологическата бариера от 2 метра за първи път в живота си в Гран при на Загреб, но победител става Хестри Клуте. Влашич взема златото на Европейското първенство по лека атлетика до 23 г. и подобрява рекорда си с още един сантиметър на Гран при на Цюрих, с което се класира за Световното първенство. Въпреки последните си резултати, сезонът ѝ завършва леко разочароващо, след като не успява да спечели медал нито на Световното първенство (където е седма с 1,95 m), нито на Лекоатлетическия финал в Париж (четвърто място с 1,96 m).
Сезон 2004 също започва добре със спечелването на бронзов медал от Световното първенство в зала през март. В Любляна скача 2,03 m, с което чупи хърватския рекорд за скок на височина и е в добра позиция преди Олимпийските игри в Атина през 2004 г. На Олимпиадата обаче се класира едва на 11-о място с 1,89 m и след нея си взема почивка от почти 1 година. Тя признава, че се чувства летаргична, и скоро след това получава диагноза за хипертиреоидизъм (прекомерно отделяне на хормони от щитовидната жлеза). Заради операцията и възстановяването изпуска голяма част от сезон 2005 и участва едва в 2 състезания. Не успява да се класира на финалите на Световното първенство през 2005 г. след като скача само 1,88 m.
Въпреки проблемите със здравето през 2004 и 2005 г., Влашич се възстановява напълно за началото на сезон 2006. Тя подобрява своя рекорд в зала със скок на 2,05 метра височина в Банска Бистрица през февруари и печели сребърен медал на Световното първенство в зала през 2006 г. На Европейското първенство през 2006 г. в Гьотеборг скача 2,01 m, но не успява да се пребори за почетната стълбичка и завършва четвърта, след Тиа Хелебаут, Венелина Венева и Кайша Бергквист. Бергквист също постига 2,01 m, но с по-малко опити. Влашич завършва сезона с участие на Световния финал по лека атлетика в Щутгарт, където е шеста.
Въпреки че записва 2,01 m на закрито през февруари 2007, Бланка Влашич не успява да повтори формата си в зала от предишния сезон и финишира пета на Европейското първенство по лека атлетика в зала (по-късно е придвижена с едно място напред след като Венева прави положителен тест за забранени стимуланти). На 17 от общо 19 състезания на открито през сезон 2007 скача над 2 метра и прави неуспешни опити да подобри световния рекорд на Стефка Костадинова от 2,09 m. Влашич печели 18 от тези надпревари, като единствената ѝ загуба е в началото на сезона на първия кръг от Златната лига в Осло. Нейната постоянност в скоковете над 2 метра я прави основен фаворит на Световното първенство през септември 2007 в Осака. Тя оправдава очакванията като преодолява 2,05 m, завършвайки със световна титла и на 2 cm пред Антониета Ди Мартино и Анна Чичерова.
В началото на октомври Влашич е избрана за Европейски женски спортист на годината от Европейската лекоатлетическа асоциация след като се провежда гласуване сред избрана група от експерти и журналисти и широката публика. Тя е първият хърватски лекоатлет и първият скачач, който печели отличието.
На Летните олимпийски игри в Пекин през 2008 г. Влашич печели сребърен медал след като е надвита от белгийката Тиа Хелебаут. И двете правят 2,05 m, но Влашич използва един опит повече от Ейбо, и с това е прекъсната нейната поредица от 34 последователни победи. След като печели 5 победи в турнирите за Златната лига, в последния кръг в Брюксел тя отстъпва пред германката Ариане Фридрих и остава на второ място.
На Световното първенство в Берлин през 2009 взема златен медал с 2,04 m, завършвайки на 2 cm пред втората Анна Чичерова от Русия и третата Ариане Фридрих от Германия, страната-домакин.
|  | Тази страница частично или изцяло представлява превод на страницата Blanka Vlašić в Уикипедия на английски. Оригиналният текст, както и този превод, са защитени от Лиценза „Криейтив Комънс – Признание – Споделяне на споделеното“, а за съдържание, създадено преди юни 2009 година – от Лиценза за свободна документация на ГНУ. Прегледайте историята на редакциите на оригиналната страница, както и на преводната страница, за да видите списъка на съавторите. ВАЖНО: Този шаблон се отнася единствено до авторските права върху съдържанието на статията. Добавянето му не отменя изискването да се посочват конкретни източници на твърденията, които да бъдат благонадеждни. |